# 侯東萊
侯東萊（1522年—1583年），字儒宗，山東萊州府掖縣人，軍籍，明朝政治人物。

## 生平
山東鄉試第六十一名舉人。嘉靖二十九年（1550年）中式庚戌科會試第一百六十四名，登第三甲第一百零六名進士。授行人，三十三年五月选授南京浙江道試御史，三十八年升任嘉兴府知府，四十一年升按察司副使，四十四年正月以考察调簡。穆宗時升陕西按察司副使，隆慶三年（1569年）九月升陕西苑马寺卿，改陕西右参政，五年十一月升河南按察使，六年六月升陕西右布政使，万历元年（1573年）正月升本省左布政使，二年六月升應天府府尹，八月升都察院右副都御史、巡抚甘肃，三年考满，万历五年十二月升兵部右侍郎兼都察院右佥都御史、巡抚如故，九年二月以考察致仕。十一年卒。

## 家族
曾祖侯信；祖父侯興；父侯思義。前母宋氏；母卞氏。慈侍下。兄東鲁。弟東方。